# Česká fotbalová reprezentace do 21 let

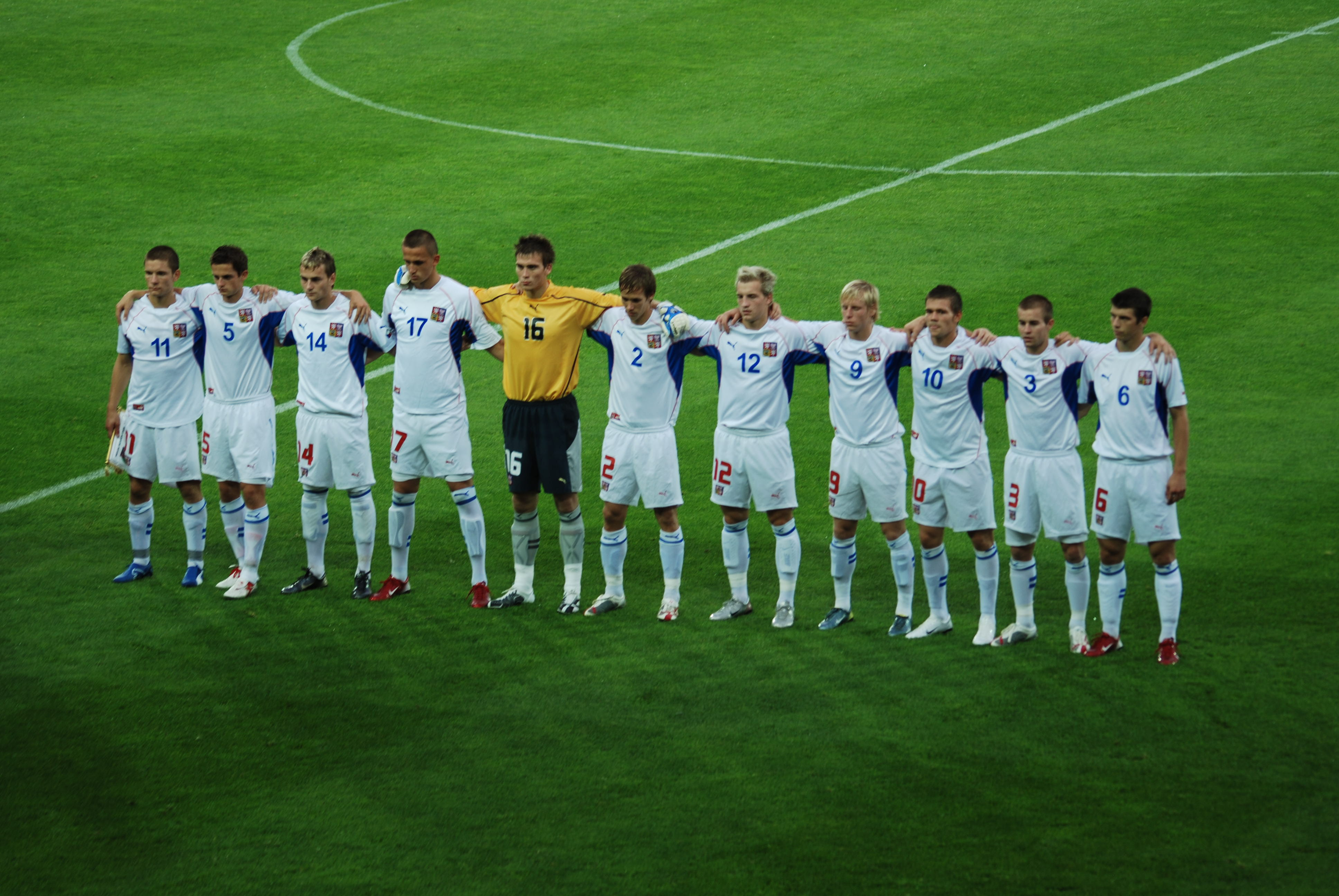
Česká fotbalová reprezentace do 21 let před přípravným zápasem se Skotskem v roce 2007

Česká fotbalová reprezentace do 21 let je národní reprezentací hráčů, jejichž věk na počátku kvalifikace nepřekročil 21 let. Vznikla po rozpadu Československa, předchůdcem byla do roku 1994 československá fotbalová reprezentace do 21 let (na mistrovství Evropy v roce 1994 se ještě hrálo pod společnou reprezentací Československa). Spadá pod Fotbalovou asociaci České republiky a reprezentuje Českou republiku v kvalifikačních cyklech na Mistrovství Evropy hráčů do 21 let a v případě postupu i na těchto šampionátech. Své domácí zápasy hraje většinou v Českých Budějovicích. Má přezdívku „lvíčata“. K jejím největším úspěchům patří titul mistrů Evropy z roku 2002, stříbro z evropského šampionátu 2000 a bronz ze stejného turnaje konaného roku 2011.

## Účast na závěrečném turnaji ME U21
Zdroj:
| Rok    | Kolo               | Umístění         | Záp. | V | R | P  | VG | OG |
| ------ | ------------------ | ---------------- | ---- | - | - | -- | -- | -- |
| 1996   | čtvrtfinále        |                  | 2    | 0 | 0 | 2  | 2  | 4  |
| 1998   | nekvalifikovala se |                  |      |   |   |    |    |    |
| 2000   | finále             | Stříbrná medaile | 4    | 2 | 1 | 1  | 9  | 7  |
| 2002   | finále             | Zlatá medaile    | 5    | 2 | 2 | 1  | 5  | 5  |
| 2004   | nekvalifikovala se |                  |      |   |   |    |    |    |
| 2006   | nekvalifikovala se |                  |      |   |   |    |    |    |
| 2007   | základní skupina   |                  | 3    | 0 | 1 | 2  | 1  | 4  |
| 2009   | nekvalifikovala se |                  |      |   |   |    |    |    |
| 2011   | semifinále         | [ 5 ] [ 6 ]      | 5    | 2 | 0 | 3  | 4  | 6  |
| 2013   | nekvalifikovala se |                  |      |   |   |    |    |    |
| 2015   | základní skupina   |                  | 3    | 1 | 1 | 1  | 6  | 3  |
| 2017   | základní skupina   |                  | 3    | 1 | 0 | 2  | 5  | 7  |
| 2019   | nekvalifikovala se |                  |      |   |   |    |    |    |
| , 2021 | základní skupina   |                  | 3    | 0 | 2 | 1  | 2  | 4  |
| , 2023 |                    |                  |      |   |   |    |    |    |
| Celkem | 8 účastí           |                  | 28   | 8 | 7 | 13 | 34 | 40 |

Legenda:

Záp. – odehrané zápasy, V – výhry, R – remízy, P – prohry, VG – vstřelené góly, OG – obdržené góly, červený rámeček znamená automatickou kvalifikaci (jakožto pořadatel).

Pozn.: jako remízy jsou zohledněny i zápasy, které se rozhodly v penaltovém rozstřelu.

## Individuální ocenění
| Rok  | Golden Player |
| ---- | ------------- |
| 2002 | Petr Čech     |

## Seznam trenérů
- Ivan Kopecký (1993–1998)
- Karel Brückner (1998–2001)
- Miroslav Beránek (2001–2002)
- Verner Lička (2002–2003)
- Ladislav Škorpil (2004–2007)
- Vítězslav Lavička (2007–2008)
- Jiří Kotrba (2008)
- Jakub Dovalil (2008–2015)[8]
- Vítězslav Lavička (2015–2018)[9]
- Karel Krejčí (2018–2021)[10]
- Jan Suchopárek (od 2021)

## Soupiska 2023/2024
Nominace na přátelské zápasy se  Španělskem a  Norskem.

| #  | Pozice | Hráč              |
| -- | ------ | ----------------- |
| 1  | B      | Jiří Borek        |
| 2  | O      | Adam Ševínský     |
| 3  | Z      | Ondřej Kričfaluši |
| 4  | O      | Martin Suchomel   |
| 5  | O      | Štěpán Chaloupek  |
| 6  | Z      | Patrik Vydra      |
| 7  | Ú      | Daniel Fila       |
| 8  | O      | Denis Halinský    |
| 9  | Ú      | Václav Sejk       |
| 10 | Ú      | Matyáš Vojta      |
| 11 | Z      | Petr Juliš        |
| 12 | Z      | Alexandr Sojka    |

| #  | Pozice | Hráč              |
| -- | ------ | ----------------- |
| 13 | O      | Karel Spáčil      |
| 14 | Z      | Vojtěch Stránský  |
| 15 | Z      | Denis Višinský    |
| 16 | B      | Lukáš Horníček    |
| 17 | Z      | Daniel Langhamer  |
| 18 | O      | Filip Prebsl      |
| 19 | O      | Jaroslav Harušťák |
| 20 | O      | Josef Koželuh     |
| 21 | Z      | Jáchym Šíp        |
| 22 | O      | Matěj Hadaš       |
| 23 | B      | Tadeáš Stoppen    |